# Mahajanga (provins)
Mahajanga (eller Majunga) var den näst största av Madagaskars sex provinser. Med en befolkning på 1 896 000 personer (2004) och en yta på 150 023 km² hade Mahajanga en befolkningstäthet på 12,6 invånare per kvadratkilometer. Enligt en författningsändring etablerades en ny administrativ indelning utan provinser från oktober 2009.

## Geografi
Provinsen gränsade till Antananarivo i sydöst, Antsiranana i norr, Toamasina i öst och Toliara i sydväst.
Mahajanga bestod av fyra regioner (faritra). Landets totalt 22 regioner överordnades i oktober 2009 provinserna. De fyra regionerna i Mahajanga var i sin tur uppdelade i sammanlagt 21 distrikt (fivondronana):
| - Betsiboka - Ambato-Mainty - Kandreho - Maevatanana - Tsaratanana - Boeny - Ambato-Boeni - Mahajanga I - Mahajanga II - Marovay - Mitsinjo - Soalala | - Melaky - Antsalova - Besalampy - Maintirano - Morafenobe - Sofia - Analalava - Antsohihy - Bealanana - Befandriana - Boriziny - Mampikony - Mandritsara |